# Gordon Schildenfeld
Gordon Schildenfeld (Šibenik, 1985. március 18. –) horvát válogatott labdarúgó. Posztját tekintve belsővédő.

## Pályafutása

### Klubcsapatokban
Apai részről osztrák és szlovén felmenői vannak.
Pályafutását szülővárosa csapatában a HNK Šibenikben kezdte. 2001-től 2007-ig volt a klub játékosa. 2007-ben a Dinamo Zagrebhez igazolt, ahonnan egy szezon után távozott. 2008 és 2010 között a török Beşiktaşt erősítette, azonban mindössze 9 mérkőzésen lépett pályára, mivel két alkalommal is kölcsönadták. A 2008–09-es szezont az MSV Duisburg, míg a 2009-10-est a Sturm Graz játékosaként töltötte.
A következő bajnokságtól kezdődően leigazolt a Sturm. A 2010–11-es bajnokságban 36 mérkőzésen lépett pályára és két gólt szerzett.
2011 júliusában a Bundesliga II-ben szereplő Eintracht Frankfurthoz igazolt.
2012. július 12-én három évre aláírt a Gyinamo Moszkvához.

### Válogatottban
A horvát U21-es válogatottban egyetlen alkalommal szerepelt. 2006. március 1-jén Dánia ellen csereként lépett pályára. A felnőtt nemzeti csapatban 2009. november 14-én debütálhatott egy Liechtenstein elleni barátságos mérkőzésen. Az 58. percben Darijo Srna helyett állt be.
Az Európa-bajnoki keretszűkítést követően a szövetségi kapitány Slaven Bilić nevezte őt a 2012-es Eb-re készülő 23 fős keretébe. Az Eb-n a horvátok mindhárom csoportmérkőzésén kezdőként kapott léphetett pályára.

## Sikerei, díjai
Dinamo Zagreb
- Horvát bajnok: 2007–08, 2015–16
- Horvát-kupagyőztes: 2008, 2016

Sturm Graz
- Osztrák bajnok: 2010–11
- Osztrák kupa: 2010

Eintracht Frankfurt
- Bundesliga II: 2. hely; 2011–12

Panathinaikósz
- Görög kupa: 2013–14